# Odontocera buscki
Odontocera buscki là một loài bọ cánh cứng trong họ Cerambycidae.